# Chrysometa explorans
Chrysometa explorans là một loài nhện trong họ Tetragnathidae.
Loài này thuộc chi Chrysometa. Chrysometa explorans được Ralph Vary Chamberlin miêu tả năm 1916.